# Midmer-Losh
Die Midmer-Losh Organ Company ist ein nicht mehr existierendes US-amerikanisches Orgelbauunternehmen mit Sitz in Merrick, New York. Es baute die gegenwärtig größte Orgel der Welt.

## Geschichte

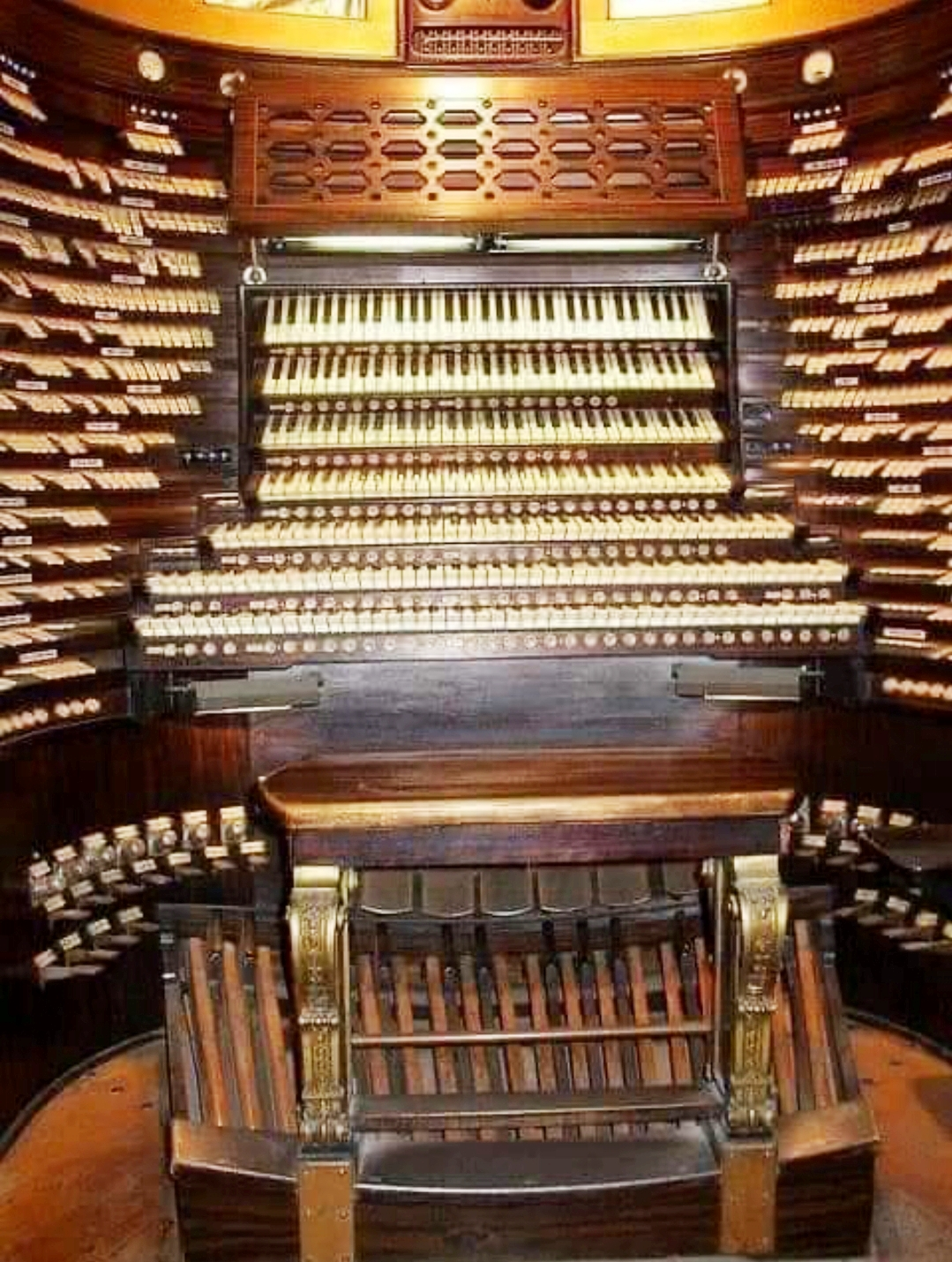
Ansicht des Spieltischs der größten Orgel der Welt in der Boardwalk Hall (Atlantic City, New Jersey)

Reuben Midmer gründete 1860 in Brooklyn seine eigenes Orgelbauunternehmen. Sein Sohn Reed begann im Alter von 14 Jahren in der Werkstatt zu arbeiten und übernahm schließlich die Leitung. Um 1875 wurde der Name des Unternehmens in Reuben Midmer & Son geändert. Nach Ruben Midmers Tod erwarb Reed das Unternehmen aus dem Nachlass seines Vaters und verlegte es 1906 nach Merrick.
Seibert und George Losh erwarben die Firma Midmer & Son im Jahr 1920 und änderten den Namen der Firma 1924 in Midmer-Losh Organ Company.
Unter den diversen gebauten Instrumenten stellte das Unternehmen in der Ära des Stummfilms 42  Theaterorgeln her.
Es baute auch die derzeit größte Pfeifenorgel der Welt: das Boardwalk Hall Auditorium Organ in der Boardwalk Hall in Atlantic City, New Jersey; sie wurde 1932 eingeweiht und verfügt über mehr als 33.000 Pfeifen, die von einem siebenmanualigen Spieltisch aus gesteuert werden. Aufgrund von Überschwemmungen, Vernachlässigung und Gebäudesanierungen sind einige Teile der Orgel derzeit nicht funktionsfähig und werden renoviert.
In der Church of the Assumption in Ansonia, Connecticut, befindet sich eine voll funktionsfähige und überholte Midmer-Losh-Orgel. Die Überholungsarbeiten wurden 1999 von Foley-Baker Inc. abgeschlossen. Sie hat etwa 30 Register und etwas mehr als 2.000 Pfeifen. Sie wurde etwa zur gleichen Zeit wie die Orgel in Atlantic City gebaut.